# (33335) Guibert
(33335) Guibert est un astéroïde de la ceinture principale.

## Description
(33335) Guibert est un astéroïde de la ceinture principale. Il fut découvert le 11 novembre 1998 à Caussols par ODAS. Il présente une orbite caractérisée par un demi-grand axe de 2,28 UA, une excentricité de 0,16 et une inclinaison de 2,0° par rapport à l'écliptique.

## Compléments